# Sexy Rexy (Rose)
Die Floribundarose Sexy Rexy, syn.: 'Heckenzauber' oder 'MACrexy', wurde 1984 vom neuseeländischen Züchter Samuel Darragh McGredy und Mr. Gapp aus den Sorten 'Seaspray' × 'Träumerei' gezüchtet. Die 7 cm großen, leuchtend rosafarbenen sowie leicht duftenden Blütenbüschel erscheinen spät, sind dachziegelartig aufgebaut und erinnern an Kamelienblüten. Diese Sorte wächst kompakt und bis in eine Höhe von 75 cm; mit dunklen Blättern an langen Stielen ist sie als Schnittblume geeignet. Da ‘Sexy Rexy’ sehr widerstandsfähig und unempfindlich gegen Krankheiten ist, benötigt sie wenig Pflege. Sie ist winterhart bis −23 °C (USDA-Zone 6).

## Auszeichnungen
- 1984: NZ Gold
- 1988: Orléans Gold
- 1989: Glasgow Gold
- 1990: Auckland Gold
- 1990: Portland Gold
- 1996: James Mason Gold